# Гргур Бранкович
Гргур Бранкович (серб. Гргур Бранковић; прибл. 1415 — 16 жовтня 1459) — сербський шляхтич з монаршої династії Бранковичів, син деспота Джураджа Бранковича та грецької аристократки Ірини Кантакузини.

## Життєпис
Старший син деспота Сербії Джураджа Бранковича та його дружини — грецької аристократки Ірини Кантакузини. Мав трьох братів (Тодор, Стефан, Лазар) та двох сестер (Мара, Катерина).
Після захоплення османами міста Смедерево в 1439 році батько Гргура, деспот Джурадж, дозволив йому керувати прилеглими теренами як васал турків. Узимку 1440 року Джурадж Бранкович проїжджав провінцією Гргура разом з дружиною та військами, маючи намір підняти населення на повстання та повернути втрачені території.
У квітні 1441 року османи звинуватили Гргура у зраді та позбавили його володінь. За наказом султана Мурада II 8 травня того ж року його з братом Стефаном осліпили.
Згідно з дослідженнями істориків Джона ван Антверпа Файна та Сіми Чирковича, Гргур з'являється знову в 1458 року, намагаючись здобути вакантський сербський престол для себе або сина. Згодом Гргур прийняв чернечий постриг у монастирі Хіландар у Греції, де й помер у жовтні 1459 року.
Син Гргура, Вук Бранкович, був титулярним деспотом Сербії в 1471—1485 роках.